# Àuximum
Àuximum (llatí: Auximum grec antic: Αὔξουμον o Αὔξιμον) va ser una ciutat del Picè, avui anomenada Osimo, situada dalt d'un turó a uns 20 km al sud d'Ancona.
L'any 174 aC ja era possessió de Roma i els censors romans van ordenar que s'aixequessin unes muralles, segons Titus Livi. Gai Vel·lei Patèrcul diu que l'any 157 aC s'hi va establir una colònia romana. La seva situació estratègica va fer que aviat tingués gran importància. A la guerra entre Sul·la i Gneu Papiri Carbó s'hi va lliurar un combat, on va tenir un paper destacat Gneu Pompeu Magne. Els partidaris de Pompeu la van ocupar l'any 49 aC però els ciutadans es van decantar a favor de Juli Cèsar al que van obrir les portes. Sota l'Imperi Romà va mantenir el seu rang de colònia com se sap per nombroses inscripcions, encara que Plini el Vell no la menciona entre les ciutats colonials. En un període posterior va augmentar la seva importància i Procopi de Cesarea l'esmenta com a capital del Picè.
Va tenir un paper rellevant durant les guerres de Belisari contra els gots, que la va ocupar després d'un llarg setge on Belisari quasi perd la vida. Va estar durant molt de temps sotmesa a l'Imperi Romà d'Orient, que la va incloure al ducat de la Pentàpolis que depenia de l'Exarcat de Ravenna.